# Gurgurnica
Gurgurnica (maced. Гургурница) – wieś w północno-zachodniej Macedonii Północnej, w gminie Brwenica.